# Толька (Пуровский район)
То́лька (сев.-сельк. Толь кы) — село в Пуровском районе Ямало-Ненецкого автономного округа. России.

## География
Расположено на реке Толька, в 205 км к юго-востоку от районного центра, г. Тарко-Сале.
Находится на границе с Красноселькупским районом.

## Население
| 1989 | 2002 | 2010 | 2011 | 2012 | 2013 | 2014 |
| ---- | ---- | ---- | ---- | ---- | ---- | ---- |
| 15   | ↗164 | ↘87  | →87  | ↘71  | ↘50  | ↘35  |
| 2015 | 2016 | 2017 | 2018 | 2019 | 2021 |      |
| ↗41  | ↗42  | ↗48  | ↗52  | ↗55  | ↗82  |      |

## История
С 2004 до 2020 гг. село относилось к межселенной территории, упразднённой в связи с преобразованием муниципального района в муниципальный округ.